# Manifestation contre le général Ridgway
Les Complots des pigeons et de Toulon désignent deux affaires judiciaires étroitement liées qui se sont déroulées en France entre mai 1952 et novembre 1955, sur fond de fin de la guerre d'Indochine et de maccartysme, marquées par des mandats d'arrêt contre une trentaine dirigeants syndicaux et politiques dont le numéro un de la CGT Benoit Frachon, la révocation de centaines de fonctionnaires et un séjour en prison du numéro un du PCF André Duclos pendant cinq semaines, le rédacteur en chef du quotidien L'Humanité André Stil, en effectuant deux pour un total de huit mois. Tous étaient soupçonnés de comploter contre la sécurité de l'Etat ou de démobiliser l'armée pendant la Guerre d'Indochine.
Plusieurs journées de manifestations interdites sont improvisées par le PCF pour faire libérer André Stil, symboliquement la veille puis le jour de la visite en France du général américain Matthew Ridgway, accusé par les pays communistes d'avoir utilisé des armes bactériologiques dans la guerre de Corée et qui venait de succéder au poste de commandant suprême de l'Otan à Dwight Eisenhower, qui sera élu quelques mois après président des Etats-Unis.
Le soir de celle du 28 mai, marquée par deux morts, de nombreux policiers blessés et 730 arrestations de manifestants, le ministre de l'Intérieur Brune dénonce, dans une conférence de presse, les menées séditieuses, et on apprend que Jacques Duclos a été arrêté dans sa voiture avec un révolver, un poste de radio et deux pigeons morts, qui auraient pu servir à communiquer avec l'URSS: c'est le « complot des pigeons ». Quelques jours après, des perquisitions ont exhumé à Toulon des plans de l'arsenal et d'autres documents militaires détenus par des communistes, c'est le second volet de l'affaire, le « complot de Toulon ».
Improvisée dans l’urgence, la grève du 4 juin pour demander la libération de Jacques Duclos est un échec cuisant. À la fin de l’été, plus de 160 personnes sont toujours inculpées d’atteinte à la sûreté intérieure de l’État, dont 12 écrouées à Toulon. Le 8 octobre 1952 et le 23 mars 1953 de nouvelles vagues de perquisitions et d'arrestations visent cette fois la CGT et la presse communiste mais échouent à déboucher sur des condamnations significatives. La plupart des inculpés sont libérés à l'issue de la grève de l'été 1953 dans le secteur public, seuls des délits de rébellion et outrages à agents ayant été finalement constatés.

## Contexte

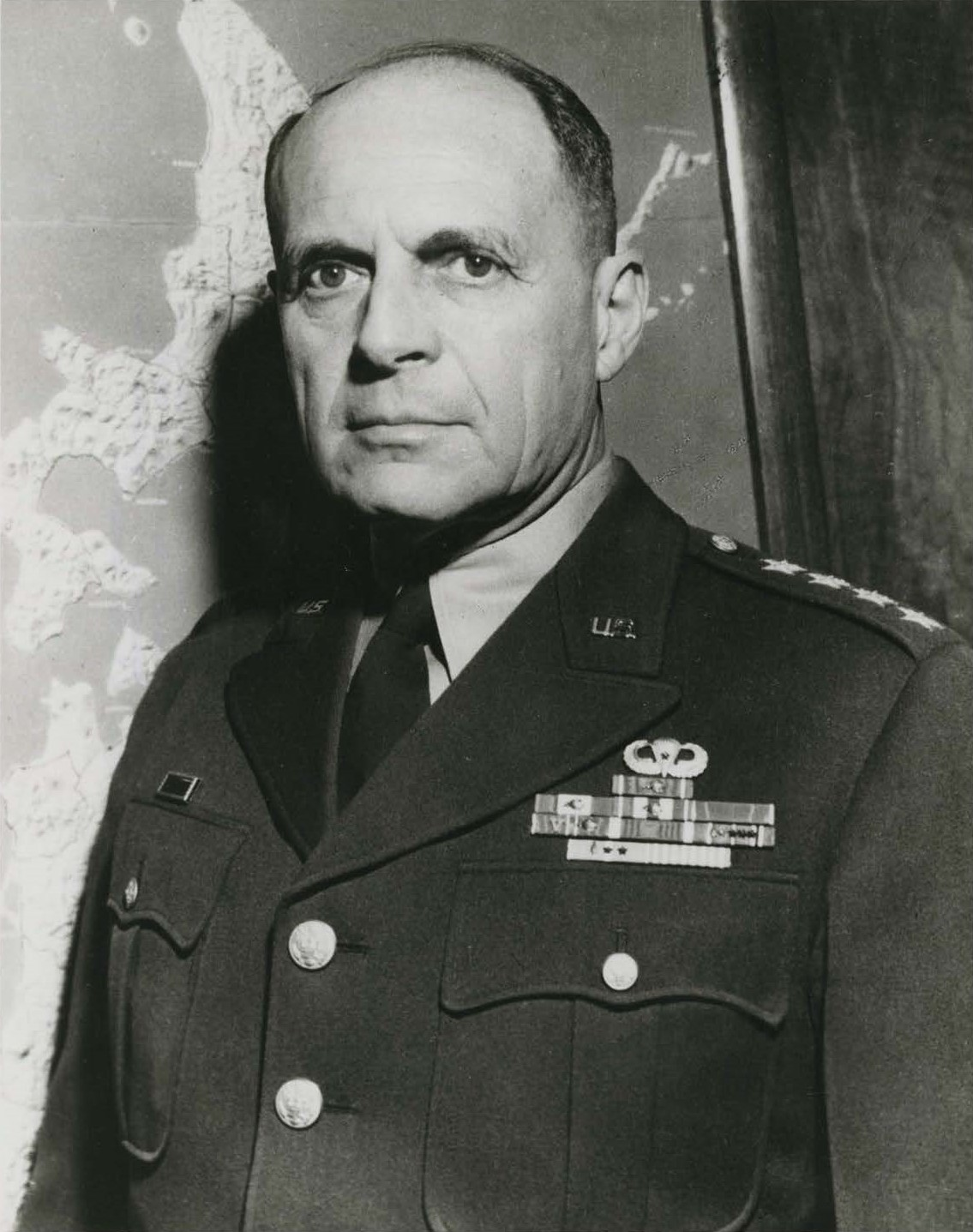
Le général Matthew Ridgway.

### Le lien entre les guerres d'Indochine et de Corée
En 1952, les communistes et gaullistes, dans l'opposition alors qu'ils ont totalisé la moitié des voix aux législatives de 1951, sentent un fin de régime. Le gouvernement Pleven est tombé le 7 janvier, censuré par les 118 députés gaullistes élus en 1951, qui font tomber aussi le 17 février son successeur Edgar Faure mais n'obtiennent pas l'élection de Paul Reynaud, la SFIO préférait faire élire le 7 mars Antoine Pinay.
Le pays n'est pas directement impliquée dans la guerre de Corée démarrée à l'été 1950 par une attaque de la Corée du Nord et de la République populaire de Chine contre la Corée du Sud, mais dans la guerre d'Indochine où l'effort des USA en faveur de la France correspondait en 1952 à un tiers du coût des opérations militaires, avec déjà près de 150 cargos américains livrant du matériel et où elle se retrouve en difficulté à la sortie de l'hiver 1951-1952, avec repli "met fin à toute possibilité d'offensive générale contre le Vietmin" et que des militaires ont le sentiment que des informations trouvées sur les corps officiers Vietnamiens
En Corée, la contre-offensive réussie du général américain Matthew Ridgway inquiète les Sino-Coréens, qui l'accusent depuis février 1952 de recourir aux  armes bactériologiques, ce qui est contesté par les USA. Rigdway est pourtant plus modéré que son prédécesseur Mac Arthur. Il vient  d'être promu au poste de commandant suprême de l'Otan, succédant à Dwight Eisenhower, qui sera élu quelques mois après président des Etats-Unis.
Le surnom de « Ridgway la peste » ou « le général microbien » sera vite oublié: après la mort de Staline, son successeur Gueorgui Malenkov chargera le 2 mai 1953 l’ambassadeur soviétique à Pékin de transmettre un message à Mao Zedong disant que l'URSS avait été induite "en erreur" par "des informations fallacieuses".
L'activisme communiste, très virulent en France contre la guerre d'Indochine au premier semestre 1950, connait un essoufflement depuis 1951, à la suite des mesures antisubversives prises par les responsables français en 1950 à destination de l’opinion. Dès le 7 septembre 1950, René Pleven, président du Conseil, réunit les principaux responsables afin d’étudier comment réprimer l’action des communistes étrangers contre la sécurité du pays, et désigne le député Jean-Paul David pour créer le mouvement Paix et Liberté, en lien avec un « comité secret », abondé par des fonds secrets, coordonnant les principaux ministères et services gouvernementaux et alimentant plusieurs journalistes soucieux d’arrondir leurs fins de mois.
Dans un télégramme du 28 novembre 1950, le ministère de la Défense mentionne des arrestations de distributeurs de tracts et la condamnation du journal "La Voix de l'Est" pour démoralisation de l'armée. Au PCF, André Marty, en charge de la campagne pour faire libérer Henri Martin se voit retirer ses responsabilités à la commission de la jeunesse en novembre 1951. En janvier 1952, le climat est proche d'un maccarthysme dans les médias et la Justice, mais sans la virulence et l’extrémisme qui caractérisaient le sénateur du Wisconsin. Une note officielle demande de supprimer Quand un soldat d’Yves Montand des programmes officiels de la radio". Le même mois, le secrétaire d’État à la Guerre déplore que « dans les cas de jugement par les tribunaux civils, nous sommes désarmés, étant donné l’indépendance des magistrats vis-à-vis du gouvernement » et en avril 1952 il demande aux généraux commandant les régions militaires de se mettre en relation avec les procureurs en vue de procédures pour atteinte à la sûreté de l'Etat. Le 18 mars, à 18 heures à Melun, l'ouvrier français Alfred Gadois, fut mortellement blessé par un camion américain, qui pour éviter la foule qui se trouvait sur le côté droit de la rue, le camion avait doublé celle-ci sur la gauche. Les manifestants revenaient de la mairie réclamer la libération de six de leurs camarades grévistes arrêtés
,. La presse se divise pour relater l’affaire, celle du PCF reprend la version des manifestants, les charges (réelles) des CRS et le camion dans la foule étant présentés comme simultanés, ce qui est inexact tandis que la non-communiste reprend sans aucune distance critique la version policière, le chauffeur du camion bénéficiant ensuite d’un non-lieu,.
La guerre d'Indochine génère plus généralement des tensions de rue, avec « des hommes de sac et de corde, commandés par des mercenaires » et recrutés chez les parachutistes, qui « provoquaient les grévistes, les manifestations populaires et attaquaient les permanences communistes ». En mai, la pièce Drame à Toulon et Le colonel Foster plaidera coupable sont victimes d'intimidations par des "gros bras" à Paris, Belfort, et La Ricamarie et à Lyon des parachutistes en bérets rouges intimident Yves Montand devant le théâtre où il est venu chanter Quand un soldat, finalement interdite de diffusion à la radio d'État,,,. Une première manifestation fut prévue le 12 février 1952 par la CGT pour commémorer la grande celle du 12 février 1934 contre la montée du fascisme, mais interdite, suivie d'une grève, qui fut un premier échec: les abords de l'usine sont le théâtre d'affrontements entre les ouvriers et les forces de police, des barricades sont érigées.

### Tensions en Tunisie et au Maroc début 1952
Tensions aussi début 1952 en Tunisie, où une troisième vague de grèves a débuté fin décembre, minorées par les autorités, mais qui risquent de durer longtemps, analyse Le Monde, car des syndicats para-destouriens qui comptent 60000 adhérents parmi les salariés et où "l'espoir qu'a fait naître la promesse française d'août 1950" d'octroi par étapes de l'autonomie interne a été "brisé" par "la note française du 15 décembre 1951". Un  premier vrai gouvernement doit depuis 1950  négocier l'autonomie interne, avec depuis le 31 octobre 1951 un mémorandum, auquel répond une note du 15 décembre 1951, évoquant des négociations mais perçue comme une fin de non-recevoir. Mais le 13 janvier 1952, Jean de Hauteclocque arrive à Tunis à bord du croiseur Le Mercure. Plus tard, il remplace, le résident général de France, Louis Périllier et juge le second gouvernement Chenik coupable d'avoir porté plainte à l'ONU contre la France, requête déposée au même moment. Des troubles éclatent le 16 janvier et se prolongent. Un meeting a eu lieu à Paris, préparé dès décembre 1951, pour la réception au Vel' d'Hiv' des délégations tunisiennes à l'ONU et à l'issue duquel des milliers d'interpellés sont signalés.
Antoine Pinay, devient le 8 mars président du Conseil en France et écarte les projets de souveraineté interne de la Tunisie, que Bourguiba considérait comme « une base raisonnable de négociations ». Il laisse toute licence à Jean de Hauteclocque. Le 25 mars, Jean de Hauteclocque demande cette fois le départ du chef du gouvernement tunisien, Chenik, via un « ultimatum comminatoire ». Il instaure le couvre-feu et l'état d'urgence, fait ratisser le cap Bon par la Légion étrangère et arrêter Habib Bourguiba avec d'autres leaders nationalistes.

### Démarrage du plan Cloven en février 1952
Le Plan Cloven de subversion anticommuniste est connu depuis que Frédéric Charpier y a consacré un chapitre de son livre de 2008, sur la base de documents d'archives classifiés, complétant son livre de 2000 et que la spécialiste italienne du renseignement Antonella Colonna Vilasi l'ai resitué en 2014. Approuvé le 31 janvier 1952 par les autorités américaines, il démarre en février 1952. L'un de ses piliers en France est le préfet de Paris nommé en avril 1951, Jean Baylot, assisté par Maurice Papon, qu'il nommera ensuite secrétaire général, contesté car il a immédiatement réintégré les officiers de police écartés immédiatement après la guerre pour collaboration. Jean Baylot a la confiance des anticommunistes américains, car il a piloté à Marseille la contre-attaque contre les grèves contestant la guerre d'Indochine en janvier 1950, 500 dockers ayant perdu leurs carte professionnelle dans la ville, où le nombre de dockers syndiqués CGT aura chuté de 58% en 4 ans, selon l'historien Alain Ruscio.

### Tensions à la tête du PCF en avril 1952
Le numéro un Maurice Thorez est soigné depuis le 16 mars 1951 en URSS, sur les bords de la mer Noire, où il reçoit à plusieurs reprises la visite inopinée de Staline et celle de François Billoux, numéro 4 du PCF et patron du mensuel Cahiers du communisme, qui après deux semaines rentre en France le 6 avril avec un texte, qu'il propose à son adjoint Roger Pannequin de tester auprès d'un auditoire de militants PCF du Nord, avant de les présenter deux jours après au bureau politique, François Billoux en fait ensuite l'éditorial des Cahiers du communisme de mai, exprimant la volonté de Thorez d'une nouvelle interprétation de la coexistence pacifique entre bourgeoisie et prolétariat, estimant qu'il n'est plus possible de diviser la première par le neutralisme. Les communistes sont invités à mener l'offensive contre la bourgeoisie, hâter l'heure du « renversement » du gouvernement.
Le 11 avril, L'Humanité complète ce virage en révélant une nouvelle version de la note soviétique du 10 mars 1952 où Staline proposait une réunification de l’Allemagne, qui deviendrait indépendante des deux blocs, avec élections libres sous condition d'interdiction des organisations hostiles à la démocratie et à la paix en Allemagne. L'actualisation, datée du 9 avril, précise que Moscou ne s’oppose plus à sa remilitarisation, créant la surprise, après avoir depuis 1951 poussé tous les partis communistes d'Europe occidentale à s'y opposer.
Cette nouvelle incite à souligner encore plus le virage stratégique affirmé par l'éditorial des Cahiers du communisme de mai, qui fut « interprété par tous les militants comme une invitation à multiplier et à durcir » les actions contre les guerres d'Indochine et de Corée et la presse non-communiste lui donna une « publicité inhabituelle ». Les archives du Quai d’Orsay montrent que les notes soviétiques de 1952 ont « profondément secoué la politique allemande de la France », afin de ralentir la ratification de la CED. Une « violente campagne contre Ridgway » commença dans le 8 mai dans L'Humanité  et une première manifestation le 23 mai permit d'élaborer des moyens de contourner une interdiction, avec des regroupements secondaires, mais le 24 mai l'éditorial du rédacteur en chef de L'Humanité André Stil appelant à manifester le 28 mai lui vaut son arrestation. Il fera deux longs séjours en prison, de plusieurs mois.
Via l'article de François Billoux et Maurice Thorez, inspiré par Maurice Thorez, le parti s'efforce de maintenir ses militants sous pression pour hâter l'heure du renversement du gouvernement et par la suite, tracts et papillons, à l'origine contestée, concourent à échauffer les esprits et la base militante comprend souvent le message « cette fois, vous pouvez y aller ».

## Les trois décès des manifestations du 23 mai
La campagne de protestation contre la venue du général Ridgway s'est répartie sur plusieurs jours, selon les villes, avec des rassemblements peu fournis le 23 mai puis le 26 mai à Tours, Marseille, Angoulême, Béziers, Toulouse, précédent celui du 28. La première journée de manifestation, le 23 mai, voit aussi des rassemblements spécifiques du Mouvement pour le triomphe des libertés démocratiques (MTLD), dans quelques villes.
Au lendemain du 23 mai, le juge a inculpé 36 manifestants d'infraction au décret-loi du 23 octobre 1935, qui interdit tous les rassemblements dont les organisateurs n'ont pas demandé l'autorisation à la préfecture de police et quatre autres  ont été écroués et inculpés de violence et rébellion à agents.
Celle du 28 mai aura lieu alors que l'avant-veille L'Humanité a révélé le meurtre d'un ouvrier algérien lors d'une première journée de manifestation le 23 mai 1952. Cette journée de mobilisation du Mouvement pour le triomphe des libertés démocratiques (MTLD), voit 279 interpellations, dont 42 suivies de maintiens en état d’arrestation et d’inculpations. Cette première journée amène, le préfet de police de Paris Jean Baylot à interdire le 27 mai, les rassemblements sur la voie publique, mais c'est seulement trois ans après la seconde que 12 manifestants seront condamnés à de courtes peines de prison avec sursis. Le 23 mai 1952 n'est pas initié par le PCF, mais par MTLD algérien, dont le leader Messali Hadj a été assigné à résidence début 1952. Le PCF ne s'étant pas mobilisé pour sa libération, le MTLD n'appelle pas, de son côté, à la manifestation du 28 mai contre Rigdway et seuls une dizaine d'Algériens font partie des 730 interpellés.
Ce 23 mai 1952, « la violence extrême s'exerce en province. Il y a eu des morts à Charleville , au Havre et à Montbéliard », comme le rapporte le quotidien Libération :
- À Montbéliard (Doubs), dès le matin, les travailleurs algériens de Peugeot ont débrayé et plusieurs centaines de personnes manifestent en ville ensuite aux cris de "Libérez Messali Hadj", le leader du du Mouvement pour le triomphe des libertés démocratiques (MTLD), qui a été assigné à résidence début 1952. Le décès de Mohamed Bouguerra, 33 ans, raconté dans la presse locale, se produit lors de la fuite de manifestants qui suit la dispersion par la force et paniquent lorsqu'ils se retrouvent nez-à-nez avec une camionnette de police[44].
- Au Havre, Hocine Bellache, 39 ans, est l'un des sept blessés graves dans la nuit, après la manifestation, il décède d'une boite crânienne enfoncée par des coups de crosse[44].
- A Charleville-Mézières, 800 Algériens arrivent en train de Givet à 14 heures et découvrent une manifestation interdite, se dispersent puis se rassemblent, les CRS tentent de les encercler et 300 d'entre eux seront arrêtés puis brutalisés. Les autres fuient vers la Meuse, où deux sont poussés à coups de crosse par les CRS. Le corps de Mohand Bachir Essaadi, 26 ans ouvrier aux carrières La pierre bleue, sera retrouvé deux jours après selon le récit de L'Humanité le 26 mai et d'un autre journal[44].

## André Stil arrêté le 24 mai, la presse communiste interdite
André Stil, rédacteur-en-chef de L'Humanité est arrêté le 24 mai 1952, quatre jours avant la manifestation,, à son domicile de  Livry-Gargan, par trois commissaires de police judiciaire, qu'accompagnaient de nombreux inspecteurs. En raison de son éditorial du jour, il est inculpé d'infraction à la loi qui interdit « d'inciter, de provoquer des rassemblements publics armés ou non ».
Au moment où fut publié l'article, la manifestation du 28 mai n'était pas encore interdite, réplique son avocat Joë Nordmann. Le gouvernement « a arrêté André Stil... la riposte doit être puissante et rapide », réagit  le parti communiste, dans une nouvelle déclaration, qui appelle à « examiner les formes de l'action à entreprendre dans l'unité la plus large avec les travailleurs socialistes et catholiques, avec tous les démocrates, par des pétitions, des prises de parole, des délégations, des débrayages ». Il maintient la manifestation du 28 mai.
Un communiqué du syndicat des journalistes CGT affirme que c'est contraire à la légalité, car la loi du 7 juin 1848 ne prévoit pas la détention préventive, en ajoutant qu'elle n'avait par ailleurs jamais été invoquée pour un éditorial d'un journal d'opinion. Un groupe de journalistes indépendants fédérant Claude Bourdet, Georges Montaron, directeur de Témoignage chrétien, Jean Fablani, rédacteur en chef de Combat, Marcel Gimont, Gilles Martinet, rédacteur en chef de L'Observateur, Roger Stéphane, et Louis Dalmas, réclame aussi sa mise en liberté . Le parquet décide ensuite de le poursuivre pour provocation à la violence . Le quotidien est saisi dans la nuit du 26 au 27 mai 1952, veille de la manifestation, puis tous les jours pendant dix jours de suite.
Quatre jours après, à Grenoble, les forces de police ont plusieurs nuits cerné l'immeuble du quotidien communiste Les Allobroges mais avec parfois du retard, permettant aux premières éditions d'être livrées à temps. Le gouvernement a fait aussi saisir en province "de nombreux hebdomadaires communistes", notamment le Travailleur alpin à Grenoble, la Voix du peuple à Lyon, l'Aurore de Basse-Normandie à Caen et la Provence nouvelle à Marseillaise, ou encore L'Écho du Centre-Marseillaise du Berry à Limoges a été également interdite.
André Stil écrit deux lettres à l'administration pénitentiaire, sans réponses. Dans la première, le rédacteur en chef de l'Humanité signale que des gardiens s'obstinent à interrompre leur sommeil sous prétexte de " surveillance " en allumant de l'extérieur la lumière de leur cellule ". Dans la seconde, il réclame réclame l'installation d'un loquet et déplore " le fait que l'on peut entrer dans nos cellules sans nous demander notre avis, à toute heure du jour et de la nuit".
L'Aurore sera un mois après le seul grand quotidien à appuyer le maintien en prison du rédacteur en chef de L'Humanité, en estimant que cela prouve le complot communiste existe bien, selon une revue de presse dans Le Monde du 3 juillet 1952. « C'est pour défendre cela que les démocraties forment front contre la tyrannie rouge. C'est pour cela que nous nous battons », écrit alors le journal. L'Aurore a appelé à la répression, déplore le 19 juin 1952 le journal anarchiste "Le Monde libertaire", dans une synthèse s'appuyant sur 3 citations reproduites en gras.
Dans une brochure, qu'il préface, Louis Aragon publie, lui, une lettre d'André Stil à François Mauriac, journaliste au Figaro, écrite de sa prison pour lui reprocher le début de son article, où Mauriac « charge le plus possible les communistes emprisonnés », effectuant selon lui:

« avec sa plume ce que faisaient les belles dames de Versailles quand elles crevaient de la pointe de leurs ombrelles les yeux des communards assassinés », en concluant « cracher sur des enchaînés ! Quel polémiste, n'est-ce pas, que le vautour ! »

.
Estimant que le maintien d ’André Stil en prison est une insulte à la République, Louis Aragon dénonce lui dans sa préface son confrère Robinet du Figaro, pour avoir demandé l'arrestation de Jacques Duclos le 28 mai au matin comme celle d ’André Stil quelques jours plus tôt, inculpé à titre préventif, puis réinculpé cinq jours après son arrestation, en raison de faits s’étant produits quatre jours après celle-ci lors de la manifestation du 28 mai.
François Mauriac, avait écrit dans Le Figaro:

« La plupart des gens de gauche se montreront très peu sensibles au ridicule de ce stalinien qui raffine sur la légalité républicaine, de ce révolutionnaire qui jure ses grands dieux qu'il est le citoyen le plus paisible, le plus inoffensif »

André Stil sera libéré peu après pourtant, puis remis en prison en 1953 une deuxième fois en prison et cette fois pendant sept semaines.

## Manifestations du 28 mai

### Une motivation contestée, sans date ni organisateur officiel
Dans son livre dédié à ces événements en 1980, le journaliste Jean Renaud-Groison a estimé que le 28 mai est:

« une manifestation bien en plus en faveur d'André Stil que contre Rigdway »

Le Monde du 28 mai 1952 parle de rassemblements "contre la venue du général Ridgway et l'arrestation d'André Stil" , le rédacteur en chef de L'Humanité en prison depuis le 24 mai, et note "qu'aucune autorisation" n'a été demandée. Le 24 mai, jour de l'arrestation d'André Stil", le PCF a selon ce journal lancé "un appel à tous ses militants de la région parisienne" à manifester publiquement le jour même, dans "la plupart des centres ouvriers de la banlieue" et 9 des 20 arrondissements parisiens, contre la venue trois jours plus tard, "le 27 mai, du général Ridgway", manifestations automatiquement interdites car sans demande d'autorisation Le Monde. Le soir même, la police fait 279 interpellations, principalement en banlieue. C'est le bureau parisien du conseil mondial de la paix qui le lendemain trouve une issue, en appelant à venir manifester le 28 mai 1952, première fois que cette date est apparue, sans demander non plus d'autorisation.
Le mercredi 28 mai, veille du débat sur l'échelle mobile au parlement, est pourtant le jour prévu par FO et la CFTC pour des "manifestations récemment décidées par leurs comités nationaux, observe Le Monde , qui observe que "dans le long communiqué du bureau de la CGT" dénonçant la manœuvre de division des deux autres syndicats, "il n'est fait aucune allusion à l'appel lancé le même jour par l'Union des syndicats cégétistes de la région parisienne pour la participation à la manifestation organisée le même jour place de la République contre le général Ridgway".
Informé par les renseignent généraux de l'état d'esprit des militants, le gouvernement fait miroiter sa libération pour mettre fin aux manifestations. La "presse gouvernementale a écrit le 25 mai que la « libération d’André Stil dépendrait du comportement des manifestants le 28 mai prochain" en faisant un "otage, à titre préventif", dénonce ainsi le PCF, dénonçant un chantage à la libération d'André Stil, brandi depuis quelques jours pour le faire renoncer.
Le jour du 28 mai, Le Monde indique à son tour qu'André Stil pourrait être "libéré très prochainement" car "la décision dépend en effet, dit-on au parquet, des événements d'aujourd'hui", c'est-à-dire de la façon dont va se dérouler la manifestation du PCF et du conseil mondial de la paix, à laquelle s'est ralliée au dernier moment la CGT.

### Trois-quarts des départements sans manifestants, 5000 à Paris, 2000 à Marseille
Le 28, les manifestants sont à nouveau peu nombreux, présents dans seulement 30 villes, dans 24 départements, et pas plus de 5000 à Paris selon la police, répartis entre quatre lieux de réunion distincts et éloignés, à rejoindre tous les quatre à 18 heures: gare de l'Est, carrefour de l'Odéon, place de Stalingrad et place de la République. Le PCF parle de 50000, mais sur ton très optimiste qu'il dément trois semaines après dans le compte-rendu de son comité central clandestin. Le chiffre intermédiaire de 20000 à 25000 personnes fourni par l'historien Michel Pigenet dans un livre de 1992 consacré au trentenaire de l'événement ne repose sur aucune autre source écrite d'époque. La presse communiste a compté des « dizaines de milliers » de « patriotes » à Marseille, « entourés de la sympathie de la population », mais ils ne sont que 2000 selon le préfet René Paira, qui a fait saisir le quotidien régional La Marseillaise .
L'horaire tardif, 17 heures à Marseille, 18 heures 30 à Paris, vise à laisser le temps aux manifestants de sortir du travail et de venir, un mercredi. A Marseille, la manifestation a aussi lieu dans eux endroits différents, chacun placé sous la responsabilité d’un ancien résistant communiste.

### Les constatations de la police
La police a trouvé à Paris deux formules agressives dans des tracts: "Il faut frapper fort. Tout de suite et à coups redoublés" et "Pour un œil, les deux yeux, pour une dent, toute la gueule", mais pas dans les tracts à Marseille, où au contraire, "plusieurs rapports de police" soulignent que "la plupart des participants sont venus les mains vides" et qu’aucune pancarte "renforcée, aucun manche de pioche n’ont été saisis", selon ces rapports. Lorsque le préfet de police de Paris Jean Baylot sera limogé le 14 juillet 1954 par François Mitterrand, nouveau ministre de l'Intérieur dans le gouvernement Mendès France, une enquête des Renseignements généraux révélera que des tracts violents du PCF ont été en réalité imprimés par la préfecture de police elle-même,.
Dès le soir du 28 mai, le ministre de l'Intérieur Jean Brune a donné une conférence de presse pour dénoncer un "complot contre la sûreté de l'Etat", axant sa communication sur le nombre de blessés chez les policiers. La presse du lendemain en mentionne 372 dont 27 grièvement et publie des photos de véhicule de police renversé et incendié rue des Ecoles. Raymond Marcellin, secrétaire d’Etat à l’Information, dénonce les « coups de main émanant « des Nord-Africains, des étrangers et des jeunes gens », dans l’action selon lui « la plus violente qui ait eu lieu depuis l’affaire Sacco et Vanzetti en 1927 ». Le conseiller de Paris Jean Teitgen, estime que la police aurait dû essayer de stopper les 5000 manifestants aux portes de Paris. Selon lui, "des hommes sans défense" ont été arrêtés, notamment deux prêtres-ouvriers interrogés et frappés le lendemain, ce que dément Jean Baylot, affirmant qu'ils auraient au contraire bénéficié d'une mesure de faveur, en leur qualité de prêtres.
Dès juin 1952, L'Humanité compare les manœuvres de Jean Baylot à celle des Nazis au moment de l'incendie du Reichstag. Inspiré par les méthodes du sénateur Mac Carthy, il a mis en place avec le commissaire Dides, exclu en 1952 du RPF, et à la tête d'une dizaine d'inspecteurs spécialisés dans l'anticommunisme, un système de "notes forgées de toutes pièces et prétendument obtenues d’un informateur introduit au sein du comité central du PCF". André Clerc, dirigeant de l’Union générale des fédérations de fonctionnaires (UGFF) a subi des intimidations la veille du 28 mai 1952 et Pierre Della, autre leader de la CGT-fonctionnaires déclarera dans un congrès le 10 juin que "tout dans cette affaire n'est que prétexte au déploiement d'une répression préparée de longue date et dont la gradation sans doute ne laissera pas longtemps les militants syndicaux , quelles que soient leurs opinions philosophiques".

### A Paris, des "avances et replis" et deux morts
Des colonnes de manifestants "n’hésitent pas à venir au contact", se laissant entraîner dans un petit jeu où '"avances et replis se succèdent", qui favorise à la fois les débordements et les interpellations. En plusieurs lieux de Paris, les policiers ont eu ordre de se replier. Les manifestants les plus remontés ont ainsi le sentiment qu'il reculent ou fuient, et en ressentent une euphorie. Selon un livre de 1975, la journaliste Annie Besse se serait alors réjouie: "ça y est, les gars ne courent plus quand la police charge, ils prennent les devants", et dans ses mémoires de 1976, Paul Noirot racontera avoir vu des ouvriers de Billancourt arriver par la rue de Sèvres avec des pancartes au bout de manches pouvant servir de gourdins, écho idéalisé de la communication du préfet en 1952 sur des pancartes en tôle trouvées entre les mains des manifestants, à Paris mais pas à Marseille.
Autre souvenir reconstitué après un quart de siècle, Roger Pannequin se souvient dans ses mémoires de 1977 de plusieurs barrages bousculés dans la rue de Belleville, en descendant vers la Place de la République et de casques de policiers qui volent. Mais ceux qui les ramassent seront arrêtés ensuite, comme Claude Martin, l'auteur de la pièce Drame à Toulon qui veut en utiliser un comme accessoire, placé en prison plusieurs semaines. Et les affrontements durent seulement deux heures.
Place de Stalingrad, les policiers ont ordre de se replier au commissariat du 10e arrondissement, moment fatal à deux victimes qu'il tuent par balles place de Stalingrad, non loin du magasin de vêtements À l'ouvrier, toutes deux venus d'Aubervilliers, la commune de Charles Tillon, dirigeant du PCF : Hocine Belaïd, employé communal, et Charles Guénard, ouvrier tourneur.
L'autopsie du cadavre du premier à l'institut médico-légal, révélée dix jours après, montre les traces de trois coups de feu, dans la région thoracique, sur les côtés gauche et droit de l'aine, la troisième balle traversant l'abdomen de part en part. Le tir est venu d'un policier isolé au moment de l'ordre de repli vers le commissariat du 10ème arrondissement, vers lequel se dirigent ensuite des manifestants. Il portait une pancarte "Nous voulons la paix et laisse 4 enfants et une veuve enceinte, Louisette, dont les parents sont retraités dans un village de l'Aveyron et qui adhère au PCF après sa mort. Il ne sera plus cité, après le premier anniversaire de sa disparition, que dans deux articles du quotidien L’Humanité, le 29 mai 1956 et du 31 mai 1962. A son enterrement, le journal du PCF d’Aubervilliers évoque les armes bactériologiques et le général Ridgway.
Charles Guénard, blessé lui au genou, ne décèda que dix mois plus tard, révèlera l'enquête de Daniel Kupferstein en 2017.

### Le dossier desTemps modernes
Jean-Paul Sartre revient d'urgence de ses vacances à Rome avec Michèle Vian pour se joindre à un dossier de cinq articles sur ces événements dans Les Temps modernes, son journal, où la rédaction "continue alors de se rapprocher des communistes", même s'il ne les "aime pas", selon une lettre du 2 juillet de Simone de Beauvoir, son amant américains. Sartre a du stopper son « roman » italien, "La reine Albemarle ou le dernier touriste", dont il publie cependant une partie déjà écrite dans L'Observateur du 24 juillet 1952, "Un parterre de capucines", consacrée à Venise, comme la suivante « Venise, de ma fenêtre », publiée elle seulement en février 1953.
L'un des cinq articles du dossier, titré "M. Baylot peint par lui-même" est signé du cofondateur de France-Observateur, Roger Stéphane, qui dénonce méthodiquement les manipulations du préfet de police en s'appuyant sur une série de ses citations. Un autre, de Claude Lanzmann, témoin oculaire de la manifestation, rapporte une violence préméditée des policiers et s'en prend au même préfet Jean Baylot, comparé à "Hérode qui massacrait tous les nouveaux-nés d'Israël pour être sûr de ne pas laisser échapper le petit Jésus. Selon le jeune journaliste, seules les "belles âmes" peuvent reprocher à des manifestants d'avoir répliqué. Titré "Il fallait que ça saigne", c'est le deuxième article de Claude Lanzmann pour la revue, après avoir celui d'avril, consacré à la liberté de la presse en France, et il devient en juillet l'amant de Simone de Beauvoir. L'aarticle de Marcel Saumane, lui , décrit la manifestation du 28 mai comme marquée par un "aveuglement singulier", une "étrange faculté d'illusion", et un "aventurisme irresponsable", qui en ont fait "une des fautes les plus graves commises depuis quelques années par les chefs communistes français".

## Première vague de perquisitions
Le 31 mai, dès la grève décidée, la police perquisitionne les locaux du PCF et d'associations amies à Paris et en province. A Paris, cinq camions emportent les documents saisis au seul siège du comité central. Les portes sont ouvertes au chalumeau, les documents pillés et stockés à la préfecture de police. Ils montrent la présence de communistes à la police, notamment à la Préfecture de Paris. Des enquêtes sont menées, des suspensions et des révocations suivent, selon l'historien Michel Pigenet , qui note que même le conseil général du Tarn-et-Garonne demande à ce que tous les militants du PCF soient chassés de la Fonction publique. La police a récupéré une liste des officiers communistes en Indochine et des listes d’adhérents du PCF et d’associations satellites travaillant dans la fonction publique. À la suite de cette première vague de perquisitions massives, 147 inspecteurs de police et gardiens sont sanctionnés, 511 travailleurs des arsenaux mis à pied et des milliers de cheminots sont suspendus.
À Toulon, la découverte de caches d'armes et de munitions, de plans et de rapports divers concernant, particulièrement, les mouvements de troupes vers la guerre d'Indochine. C'est l'ouverture d'une seconde information, pour complot contre la sûreté extérieure de l'Etat. Cependant, pour décourager ces perquisitions, un collectif d'avocats a été constitué par le PCF dès le 28 mai autour de Marcel Willard, qui relève, mémoire après mémoire, les lacunes et les contradictions des pièces versées au dossier, avec Charles Lederman, Léon Matarasso, Joe Nordmann.
Deux autres vagues de perquisitions massives et auront lieu par surprise le 8 octobre 1952 et le 23 mars 1953. "Des équipes de policiers se ruent dans les locaux des journaux" et "mettent à sac leurs archives qu’ils emportèrent en vrac", selon une synthèse des informations de L'Humanité par les "cellules communistes du Palais de Justice de Paris. Le 8 octobre les sièges de 14 journaux et associations seront visés.

## Jacques Duclos en prison un mois

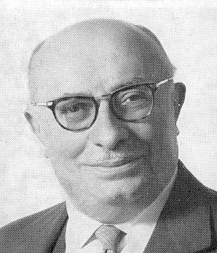
Jacques Duclos

### Le plus célèbre des 730 arrêtés du 28 mai
Jacques Duclos est alors à la tête du PC en l'absence de Maurice Thorez, en convalescence depuis 1951 à Moscou. Le préfet de police, Jean Baylot, pousse à une exploitation maximale de l'affaire.
Les arrestations se multiplient, 730 le jour de la manifestation, les arrêtés sont répartis dans les commissariats des quartiers et le marché couvert du carreau du Temple, situé non loin du lieu des deux décès.
Dans la nuit du 29 au 30 mai, trois magistrats, désignés pour assister le juge Jacquinot, décident 160 nouvelles inculpations au titre de l'article 87 du code pénal réprimant les atteintes à la sûreté intérieure de l'Etat.

### Pigeons voyageurs ou pigeons à déguster?
La manifestation s'est achevée à 20 heures et à 22 heures 05, Jacques Duclos est arrêté non loin puis inculpé pour atteinte à la sûreté de l'État après la découverte d'un pistolet calibre 7,65 mm, d'une matraque de professionnel et de pigeons dans le coffre de sa voiture. C'est le « complot des pigeons », qui mobilise pendant un an les énergies à la CGT et au PCF, qui a donné son nom aux mémoires de Jacques Duclos et à des livres sur l'affaire.
Il arrivait du siège de L'Humanité, rue du Louvre, avec son chauffeur et sa femme, pour aller à Montreuil où il réside, en passant non loin de la place de la République. Pour le ministre de l'Intérieur Charles Brune, les deux volatiles morts sont des pigeons voyageurs servant à communiquer aux soviétiques le déroulement d'un complot. Selon un câble de Rome conservé aux archives, le ministre Jean Letourneau, en visite en Italie , a assuré à des diplomates américains qu'avec l'affaire Duclos il y avait de quoi dissoudre le PCF et impliquer les soviétiques dans un complot. Mais selon Jacques Duclos, ils lui ont été donnés pour être consommés, ce dont témoigne Henri Môquet, oncle de Guy Môquet et fils d'un paysan, qui travaille comme concierge du siège du PCF rue de Châteaudun et connaissait son goût pour les pigeons aux petits pois. Dans l'inventaire des policiers, ils sont effectivement accompagnés de boites de petits pois

### Des pages du carnet personnel dansLe Figaro, en passant par Londres et New-York
Ce soir-là, la police a trouvé également dans la voiture de Jacques Duclos son cahier personnel de 135 pages, couvertes de notes prises lors de réunions confidentielles du PCF. Il y avait écrit : « Nous travaillons pour la défaite certaine [de l'armée française] au Viêt Nam, en Corée, en Tunisie. ». Ce cahier, qu'il réclame pour assurer sa défense, ne lui sera jamais rendu et ne sera jamais retrouvé. Le contenu est transmis à l'officine antisyndicale de Georges Albertini, qui le publie en brochure commentée, et à plusieurs journaux de droite dès le lendemain, notamment Le Figaro, également sous forme d'extraits commentés et non contextualisé. En 1993, l'Institut d'histoire sociale lancera Les Cahiers d'histoire sociale (CHIS), confiés au néo-conservateur Pierre Rigoulot, qui les republiera l'année suivante.
Le PCF dénonce la manipulation ce carnet, "volé au soir du 28 mai", puis "objet de toutes les falsifications, qui a fait le tour de toutes les polices de France et d’Amérique" et lance un recours. La chambre des mises en accusation maintient cependant, fin juillet, sa saisie. Ferdinand Gollety, juge d'instruction enquêtant sur les conditions dans lesquelles des passages ont été divulgués par International News Service, une agence de presse américaine, a entendu Kingsbury Smith, son directeur des services parisiens, qui a expliqué que c'est le bureau de Londres qui se l'est procurée et l'a transmis à New-York par radiotélétype. Le PCF rappellera la condamnation du « Figaro » par la 17ème chambre Correctionnelle de la Seine, pour avoir publié ces "notes  falsifiées, assorties d ’un commentaire inspiré du rapport gouvernemental".
Duclos fait plusieurs fois référence publiquement à l'affaire Dreyfus. Dès le 1er jour, il signale être atteint de diabète, estimant sa détention incompatible avec cette maladie. Il refuse le transfert dans une clinique privée, ce qui est l'occasion de fuites dans la presse sur son état de santé. Devant son domicile à Montreuil, des militants veillent nuit et jour, en raison d'incidents.
La libération provisoire des manifestants inculpés s'étire ensuite jusqu'au 10 août 1953.

## Echec de la grève du 4 juin
L'euphorie de ceux qui ont crû faire fuir des policiers est douché par l'annonce dans la nuit de l'arrestation de Jacques Duclos. Le bureau politique du PCF est réuni d'urgence le 30 mai dans les sous-sols de la mairie de Villejuif, Raymond Guyot et Etienne Fajon se félicitent que le PCF « ait relevé le défi de la police », mais pas les autres. Le numéro un de la CGT Benoît Frachon et Jeannette Thorez-Vermeersch s'opposent au sujet de la ligne aventurière des articles de la « Première-Dame » du PCF. Il est décidé un temps fort pour protester. Benoit Frachon aurait donné son accord de principe, mais selon Auguste Lecœur il est parti avant la fin. C'est finalement une assemblée extraordinaire des syndicats CGT de la région parisienne qui valide le lendemain 31 mai la grève  et fixe au 4 juin la date. Elle est peu suivie, y compris à l'usine Renault de Billancourt aux abords de laquelle la police s'est massée.
Selon un document dactylographié aux archives du PCF, lors du comité central  du 18 juin, Roger Linet alerte, en brossant "un sombre tableau" de la situation à Renault-Billancourt, où le comité de section du PCF est "complètement décapité" par les licenciements avec plus que " membres sur 36 encore dans l'usine, où PCF et CGT ont perdu au total 172 militants dont 50 délégués. Il avertit qu'on ne peut compter sur eux pour des actions avant un certain temps. Un certain "Roger L.", ouvrier métallurgiste écrit au cours du même mois de juin un article dans Les Temps modernes, mensuel de Simone de Beauvoir et Jean-Paul Sartre, pour dénoncer lui aussi ces directives de grèves le 4 juin et la manifestation du 4 juin, selon lui éloignée des préoccupations des ouvriers, car manifester "pour la bouffe oui, pour Duclos jamais!".
"Si les types en avaient voulu", la manifestation "aurait pu faire descendre des milliers de manifestants sur Paris" mais seuls sont venus quelques "petits groupes", ce qui "faisait pitié" et "était triste", ajoute l'article, titré "Point de vue d'un ouvrier métallurgiste", qui explique que ceux de Billancourt ne croient pas L'Humanité quand elle affirme que les syndicalistes CFTC et FO sont "des ennemis de classe". Cette année-là, au total, la direction de Renault licencie, en deux vagues, 400 militants CGT et communistes décapitant ainsi leurs organisations.
Lors de ce même comité central, Étienne Fajon, directeur de L'Humanité interpelle les cadres CGT de la région parisienne et des cheminots, qui "battent leur coulpe" alors qu'ils n'ont fait qu'appliquer les directives. Roger Linet sera contraint ensuite de faire à son tour son autocritique à plusieurs reprises, fin 1952 et début 1953, s’auto-ccusant de « gesticulations » et de « fébrilité », puis perd l'année suivante son siège  au Comité central du PCF puis en 1956 celui de député.
Maurice Armanet, secrétaire de la section communiste de Renault, non reconduit non plus, a même été renvoyé à la production dès le 7 décembre 1953 tandis que le marseillais Lucien Molino, possible successeur de Benoît Frachon, étoile du ureau politique du PCF, subit en 1953-1954 une brutale rétrogradation à la CGT comme au PCF, accusé de mensonge sur son passé par Jeannette Vermeersch, soupçonné d'avoir prôné l'indépendance syndicale, et "victime des intrigues de François Billoux", bras droit de Maurice Thorez et instigateur du durcissement d'avril-mai 1952. Un de ses proches, André Lunet, est aussi évincé en 1954,.
Après l'échec de la grève du 4 juin, il y a peu d'autres réactions d'autodéfense du PCF, malgré le "malaise dans l’opinion" causé par les perquisitions et arrestations. Le candidat du PCF perd en juillet 26000 voix lors d'une élection législative partielle dans le 2ème secteur de Paris.

## Le camouflet de la Cour d'appel, son président plastiqué
Le 1er juillet, "camouflet" pour le gouvernement: Jacques Duclos est libéré par les magistrats, en appel. Libération estime que Léon Martinaud-Déplat ne pourra demeurer ministre après cette leçon qui "met en cause sa science juridique et son loyalisme républicain" et dénonce "un pouvoir ayant cru possible de se livrer impunément à l'arbitraire, aux provocations et d'user des plus viles méthodes policières". Début juillet, les 165 autres militants incarcérés seront aussi libérés après cinq semaines de prison. Les deux derniers sortiront le 10 août.
À l'exception du Parisien libéré, l'ensemble de la presse fait sa une sur la libération de Duclos, ou lui en consacre une partie. Dans Le Figaro, Louis-Gabriel Robinet, futur directeur, s'étonne de la joie des amis de Duclos et s'indigne qu'il soit « libre de pousser la cinquième colonne rouge à l'émeute et de donner des ordres pour que le ravitaillement de nos soldats d'Indochine soit interrompu », élément de langage récurrent du gouvernement.
Louis-Gabriel Robinet espère que le garde des sceaux demandera des comptes à Paul Didier? président de la chambre des mises en accusation, au sujet d'une pétition qu'il aurait signée plusieurs années avant, dans un apparent "transfert d'animosité", selon Le Monde vers le haut magistrat, dont l'appartement est plastiqué "quelques jours" deux semaines après, alors qu'il est en pleine audience,,.
Le carnet de Duclos a été publié le 15 juillet par l'agence INS et c'est le lendemain 16 juillet, qu'a eu lieu l'attentat à l'explosif à son domicile. Paul Didier avait été le seul à ne pas prêter serment au maréchal Pétain une décennie plus tôt, rappelle au contraire Jean Ferniot, de Franc-tireur, en se félicitant que « les pouvoirs, exécutif, législatif et judiciaire, sont séparés en démocratie, à la différence de ce qui se passe dans les pays totalitaires ».

## Complot de Toulon dans le sillage du complot des pigeons
Selon l'enquête de Peter Lang dans les années 2000, l'affaire de la baronne rouge, comme la surnommait certains journaux populistes, vint suppléer l'affaire des pigeons, en amusant quelques-uns même si elle en indigna beaucoup. Une baronne rouge, incarcérée pendant deux mois, est présentée comme au centre de l'affaire du complot de Toulon, qui démarre quelques jours après les arrestations du jour de la manifestation contre le général Ridgway du 28 mai 1952, sur laquelle enquête la Justice, avant d'opter pour un non-lieu l'année suivante.
Le 3 juin, perquisitions à la fédération PCF du Var et au domicile de militants, découverte de documents dans un poulailler: plan de l'arsenal et matériels en partance pour l'Indochine. Les numéros un de la CGT et du PCF dans le Var sont arrêtés.cLa presse évoque la découverte d’un dépôt d’armes et de munitions, de plans de défense du port militaire, de rapports sur les expériences d’écoutes sous-marines et sur les engins téléguidés, de renseignement concernant le moral et les mouvements de troupes vers la guerre d'Indochine. Le feuilleton continue le 7 juin : vague de perquisition à la CGT, afin d'étoffer les dossiers par l’exhumation de vestiges de documents souvent dépassés ou sans réelle valeur militaire, afin d'inspirer les journalistes pressés de dévoiler les secrets de « l’espionnage soviétique en France ».
La suite de l'enquête est effectuée par la DST qui informe fin juin des arrestations d'un jardinier et d'Erika de Behr, la baronne rouge, qui ont porté à quinze le nombre d'appréhendés dans le complot de Toulon, dont cinq mandats d'amener contre des dirigeants PCF et CGT en fuite n'ont pu être exécutés,,. Entretenant de fréquentes relations avec le consul polonais dans le Var, Erika de Behr est soupçonnée d'être la plaque tournante d'une filière de renseignements. La presse est informée qu'un réseau d'espionnage à l'arsenal de Toulon a été monté par l'intermédiaire du parti communiste et que cette mystérieuse baronne de Beh", de sa villa du Lavandou, aurait pris des croquis, en faisant de nombreuses excursions dans la région pour observer les essais de projectiles ou en passant ses loisirs à peindre des rampes de lancement pour engins téléguidés, construites par la marine nationale dans l'île du Levant.
Secrétaire de la section PCF du Lavandou et militante active de l'Union des femmes françaises, Erika de Behr était en fait la secrétaire et veuve de l'écrivain Rheinhardt, figure centrale de l'expressionnisme littéraire viennois et rédacteur en chef de la revue expressionniste Daimon, installé au Lavandou depuis 1928. Après la prise du pouvoir par les nazis en Allemagne en 1933, de nombreux exilés viennent y vivre avec lui, dont Golo Mann , Alfred Kantorowicz et Bodo Uhse, et il cofonde la Ligue pour l'Autriche intellectuelle. Parmi la vingtaine d'autre autrichiens du lieu, le Dr Julius Munk, futur résistant FTP. Obtenant en 1943 un visa pour les États-Unis, il renonça à l'utiliser car Erika de Behr, apatride, n'a qu'un passeport Nansen. Alors qu'il devait quitter la France dans sous-marin anglais venant toutes les semaines dans la calanque d’En-Vau s’approvisionner en eau de source, il fut le 28 avril 1943, arrêté par les Italiens pour participation à la Résistance française, plusieurs fois torturé puis déporté le 2 juillet 1944  à Dachau où il mourut. Son journal, récupéré par Erika de Behr, fut publié qu'en 2003, par Dominique Lassaigne, chercheuse au CNRS. Les anciens du Lavandou affirment avec certitude que le couple a pendant la guerre transmis aux Anglais des plans des champs de mines et des forts militaires de la côte et leur villa sera inspectée par une personne venant d'Angleterre ne suffisant guère, elle sort de prison après deux mois.
Au cours des différents rebondissement de ce complot de Toulon, la stratégie des militants PCF est de nier l'appartenance au Parti et le procureur transmet alors tous les jours au ministère un compte-rendu détaillé de l'enquête, avec tous les documents, même ceux couverts par le secret de l'instruction , renouant avec la politique de "centralisation" des années 1920 dans les affaires impliquant le PCF , ce qui transforme les enquêteurs en simple exécutants du ministère. À l'automne sont annoncés deux faits nouveaux dans le complot de Toulon, le rejet de la troisième demande de mise en liberté provisoire du seul inculpé encore incarcéré, Émile Deyris, le vérificateur-radio employé au laboratoire de la marine nationale à Toulon et la mise à la retraite, à la date du 1er septembre, du  juge d'instruction près le tribunal maritime de Toulon, qui avait écrit au juge d'instruction Roth qu'il n'y avait pas lieu de retenir contre Deyris le délit d'atteinte à la sûreté de l'État. Le ministère dément une sanction pour avoir transmis la lettre aux journaux communistes.

## Octobre 1952 et mars 1953, L'Humanité et la CGT visées

### Opération surprise du 8 octobre 1952
Le ministre de la Justice réoriente l’instruction en direction des responsables syndicaux, moins protégés. Le 8 octobre 1952, nouvelles perquisitions à la CGT, apprès celles du 30 mai à Toulon, et arrestations? qui mobilisent des centaines de policiers. Il y a aussi une perquisition à la Banque commerciale pour l'Europe du Nord - Eurobank (BCEN), contrôlée par le PCF, et en URSS, Maurice Thorez sur le point de prendre l'avion pour revenir en France, fait demi-tour. Le 3 septembre, Jacques Duclos avait annoncé son retour d'URSS, où il se trouvait pour soigner son hémiplégie depuis qu'un Dakota soviétique l'y avait conduit le 11 novembre 1950, deux jours après que L'Humanité ait pourtant donné des nouvelles optimistes de sa santé.
Sur la liste des personnes à interpeller, Alain Le Léap, secrétaire général de la CGT, qui n'est pas communiste mais soupçonné d'avoir "participé à une entreprise de démoralisation de l'armée". Certains journaux affirment alors que "certaines phrases contenues dans le carnet" de Jacques Duclos "pouvaient servir à étayer la répression gouvernementale", observe Le Monde mais L'Humanité rappelle qu'il s'agit "de notes fugitives prises comme elles peuvent l'être au cours de discussions" et que la chambre des mises en accusation en a "ordonné la restitution à son propriétaire". « Jamais complot ne fut plus obscur » déclare ce même 8 octobre 1952 d'André Mornet, procureur général honoraire de la cour de Cassation et ancien résistant, au journal « Libération ».
Absent de son domicile, Alain Le Léap se présente trois jours après "afin d’éviter de donner prise à toute propagande ou à toute provocation", directement la caserne de Reuilly, où il est cependant contrait à parlementer avec les policiers pour y pénétrer. Ceux-ci refusent car ils ont ordre de conduire au préalable au commissariat de police, dans une mise en scène d'arrestation. Il sera libéré après un an. En octobre 1952, le gouvernement communique sur le fait que des mandats d'arrêt visent toujours cinq autres personnes recherchées, Robert Gerber, André Souquière, Jean-Pierre Mérot, Jean Messer et Robert Gelley.
Le gouvernement dépose à la fin du mois une demande en autorisation de poursuites contre six parlementaires du PCF, dont Jacques Duclos, en se basant là-aussi sur le décret-loi du 9 avril 1940 contre « la démoralisation de l’armée et de la nation ». Le document de demande fait état de discours prononcés ou d'articles publiés par eux. Le PCF répond que la « thèse » de l’accusation est "souvent épicée par les diatribes politiques des juges qui croient pouvoir substituer à des interrogatoires judiciaires, des calomnies empruntées à la lecture quotidienne de journaux comme « L’Aurore » et « Le Figaro ».
René Pleven remet un rapport de 138 pages pour étayer ces accusations de "démoralisation de l'armée". Il s'appuie sur le fait qu'"au printemps de 1952, François Billoux, retour d'URSS, apportait les consignes de Maurice Thorez", discutées lors de trois réunions du bureau politique les 11 et 17 avril puis le 16 mai en recommandant de relancer les actions contre la guerre d'Indochine

### Opération surprise du 24 mars 1953
Le 24 mars 1953, les policiers arrivent au siège de la CGT à 5H45 du matin et crochètent la porte de fer forgé, rejoints à 8 heures par le juge d'instruction et directeur de la police judiciaire, protégés par un important service d'ordre, qui décroche de la façade les banderoles réclamant la libération d'Alain Le Leap. Peu après, les secrétaires confédéraux tentent de gagner leurs bureaux, avant de devoir faire demi-tour, n'ayant pas prévu cette opération surprise de la police. Le préfet de police de Paris Jean Baylot s'intéresse en particulier au carnet d'adresses de Marcel Dufriche, leader de la Fédération CGT des Finances et responsable confédéral de la main-d’œuvre immigrée mais il est en Autriche. Les policiers ont envahi son bureau et procédé à l'ouverture dès coffres-forts au chalumeau. Ils pénètrent aussi aux sièges des syndicats des industries pharmaceutiques et chimiques.
André Tollet et Lucien Molino sont conduits à la police judiciaire, et le rédacteur en chef de L'Humanité André Stil à la caserne de Reuilly puis tous trois incarcérés à la prison de Fresnes
. La police cerne le pavillon de banlieue de Benoît Frachon, numéro un de la CGT, qui échappe à l’arrestation en se cachant chez son voisin. Le Monde parle alors encore de juges d'instruction "chargés de l'enquête sur le complot communiste" et mentionne que "ces arrestations ont "semble-t-il, fait l'objet d'entretiens hier" entre les ministres Jean Brune, René Pleven et le Président du Conseil, le député radical de Constantine René Mayer, "qui a eu de nombreuses conversations à la veille de son voyage" aux Etats-Unis.
Restant caché pendant six mois, Benoît Frachon continuera d’intervenir dans la presse, et par écrit au congrès de juin 1953 de la CGT, puis lors de la grande grève de l'été 1953. Le Bureau confédéral de la CGT doit coopter trois nouveaux membres : Rouzaud, Lunet et Mauvais
Rentré en France à la fin décembre 1953, Marcel Dufriche sera arrêté le 16 janvier 1954 mais libéré dès le 21, bénéficiant d'un non-lieu, qui lui permettra d'être réintégré dans l’Administration.
Après des manifestations les 18 novembre et 22 décembre près des prisons, les RG font des  liste d'interpellés par entreprises publiques avec les noms prénoms de 151 personnes le 18 novembre.

## Epilogue et remises en liberté
D’arrêts en abandons de fait, la justice, désormais seule en première ligne, s’efforce de tourner la page des « complots » sans perdre la face. Le gouvernement lui recule à partir du « magistral coup de bélier » reçu de la grève d'août 1953, d'abord menée principalement par les syndicats FO et CFTC, et qui s'achève le 25 août 1953 par « la reprise en bloc du travail », décidée à leur tour par les principales fédérations CGT. Cette décision coïncide avec la libération des leaders du syndicat Alain Le Léap et Lucien Molino au cours de ce même 25 août . La CGT fait valoir l'abandon de fait des projets de réforme, la prime spéciale et le réajustement salarial obtenus par les fonctionnaires, mesures qui réactivent le débat sur le « réveil » de l’économie française souhaité par une partie de l'opinion.
Quelques semaines plus tard, l’Assemblée nationale rejette, par 302 voix contre 291, la demande de levée d’immunité parlementaire, ce qui a valeur de désaveu des poursuites engagées. Le 17 novembre 1953, le non-lieu général est prononcé dans l’affaire de Toulon et confirme la fin de l'offensive judiciaire.
Benoit Frachon, arrêté le 22 novembre 1953 à l’issue du Congrès des syndicats parisiens, quitte la prison, quatre jours après seulement. Libération très rapide aussi pour Marcel Dufriche, interpellé le 16 janvier 1954 à son retour en France, qui recouvre la liberté le 21, cinq jours après.
Le 24 novembre 1955, 22 inculpés d’une affaire qui en compta jusqu’à 171 se présentent devant la dixième chambre du tribunal correctionnel de Paris, qui met un point final à un procès vieux de trois ans et demi, moment où on cesse de parler de complot, mais plutôt de délits plus classiques, rébellion et insultes à agents, parfois port d'armes, ou même coups et blessures,. Ces requalifications effcents les accusations initiales d’atteinte à la sûreté intérieure de l’État.

## Chronologie
- Janvier 1952: a revue Esprit s'engage pour la grâce d'Henri Martin;
- Janvier 1952: Jean-Paul Sartre reçu par le président Vincent Auriol, pour demander la grâce d'Henri Martin;
- Fin mars 1952 : dossier de cinq articles sur la liberté de la presse dans Les Temps modernes d'avril[81];
- Début mai à Lunéville, la pièce "Drame à Toulon" est interdite par le préfet de Meurthe et Moselle[126];
- 17 mai à Paris: les comédiens de la pièce "Le colonel Foster plaidera coupable" attaqués par une vingtaine de gros bras[127], en réalité "quelques agents de police déguisés"[127], Jacques Duclos plaqué au sol par ses gardes du corps[127];
- 18 mai à Belfort: un groupe de militaires remonte le Boulevard des Vosges avec casques et gourdins en appelant à s'en prendre aux acteurs de la pièce "Drame à Toulon". Ils obtiennent l'interdiction aussi à Béthoncourt et Audincourt[126].
- 23 mai : trois morts dans des manifestations contre l'assignation à résidence de Messali Hadj;
- 24 mai : André Stil arrêté;
- 24 mai : le PCF appelle à manifester dès le jour-même;
- 25 mai : le Conseil mondial de la paix propose de manifester le 28 mai, jour de la visite de Rigdwy;
- 28 mai : 730 arrestations et 2 morts, le jour de la visite de Rigdwy;
- 30 mai : appel à la grève pour le 4 juin, perquisitions à Paris et à Toulon;
- 4 juin : échec de la grève pour faire libérer  André Stil et Jacques Duclos;
- Fin juin 1952 : dossier de cinq articles sur la manifestation  dans Les Temps modernes de juillet;
- 1er juillet: Jacques Duclos libéré;
- 9 juillet: André Stil demande à être libéré, le juge lui reproche la teneur de ses articles et des propos lors d'une réunion à Marseille, preuves "d'un complot contre la sûreté intérieure de l'Etat"[128];
- 21 juillet : André Stil libéré après deux mois en prison, Le Figaro reproche au Monde de ne pas bien connaître les communistes[129];
- 8 octobre 1952 : la CGT visée par des perquisitions et arrestations par des centaines de policiers? André Stil arrêté à nouveau;
- 24 mars 1953 : la CGT à nouveau visée par des perquisitions et arrestations;
- 14 juillet 1953 : 7 morts dans une manifestation à Paris;
- 4 août 1953 : début aux PTT de Bordeaux de grèves d'août 1953;
- 21 août 1953 : 1er appel à le reprise du travail dans les grèves d'août 1953;
- 25 août 1953 : « reprise en bloc du travail » par la CGT, libération de ses leaders Alain Le Léap et Lucien Molino;
- 7 mai 1954 : capitulation française à Diên Biên Phu;
- 18 juin 1954 :  Pierre Mendès-France investi président du conseil;
- 24 novembre 1955: épilogue des deux complots, sursis pour les 22 inculpés d’une affaire qui en compta jusqu’à 171;

## Analyses
Selon l'historien Jean-Pierre Rioux, Antoine Pinay a en vue une chasse aux sorcières dans l'administration, et face au PCF. qui applique en renchérissant les directives de Staline sur la dénonciation de l'impérialisme, il s'appuie sur deux ministres radicaux, l'obscur Brune à l'Intérieur et le tout- puissant secrétaire du parti, Martinaud-Déplat , à la Justice, qui sont décidés à « casser » du comploteur communiste, fermement encouragés par l'officine « Paix et liberté » et et les réseaux policiers souterrains du commissaire Dides et du préfet de police Jean Baylot. Antoine Pinay fait au même moment appel direct à l'opinion sans médiation du Parlement et des parti, notamment aux millions de consommateurs, en créant « comités d'honneur » de notables départementaux, au style Louis-Philippe, assurent que sa rente Pinay, créée pour  combattre l'inflation, est morale. Selon l'historien Claude Nières, avec le commissaire Jean Dides, futur député poujadiste, perçoit le PCF comme un danger national à détruire et il menait une guerre permanente contre lui, le préfet Beylot, sous la forme d'un maccarthysme à la petite semaine, lors d'une double affaire rocambolesque, les complot des pigeons et complot de Toulon. Dirigeant du syndicat des commissaires de police, Jean Dides avait obtenu que soient évincés 60 commissaires nommés au titre de la Résistance.
Selon le témoignage de l'ex-secrétaire général du SGP Police Jean Chaunac, recueilli par l'historien Maurice Rajsfus, il avait mis en place des réseaux dont le rôle était d'intimider les témoins, dans un système qui institutionnalisé à l'arrivée de Jean Baylot à la tête de la préfecture de police, en 1951. Jean Dides sera révoqué en 1954 après l'affaire des fuites. Le PCF et la CGT ne sont pas seul visés. En décembre 1953, Jean-Marc Mousseron, président de l'UNEF (Union nationale des étudiants de France)  depuis juillet fut blessé et hospitalisé après avoir reçu  trois coups de matraque, en s'interposant après que la police ait matraqué 3000 étudiants assis sur la chaussée lors d'une manifestation, en attendant le retour d'une délégation, sans qu'ils n'aient amorcé aucun mouvement et sans aucun geste de provocation. Pour sa part, L'Humanité compare en mai-juin 1952 les maneuvres du préfet de Paris à celle des Nazis au moment de l'incendie du Reichstag.
Selon l'historien Christian Bougeard, cette "affaire cocasse ridiculisa le gouvernement" mais lui a aussi "permis de désorganiser" un PCF déjà affaibli en interne, "par des perquisitions, une chasse aux sorcières”dans les administrations notamment militaires" mais aussi dans "ses organes de presse et les organisations qu'il contrôlait". Pour étayer ses accusation de complots, il recourt à une définition tellement "extensive du sabotage”, que "tous les coups étaient permis" au moment où Brune et Martinaud-Déplat mettaient la dernière main à un projet de loi permettant l'exclusion des communistes de la fonction publique".
A la direction du PCF, François Billoux dénonce les "fabricants de complots" et son collègue Jacques Duclos un "complot anticommuniste" mené par Perier de Ferai, secrétaire général de la préfecture de la Seine de juillet 1941 à 1944, promu directeur de cabinet du ministre de la Justice Martinaud-Déplat. L'autre poids lourd du parti radical au gouvernement, le ministre de l'Intérieur Jean Brune, est aussi en désaccord avec celui de la Défense, René Pleven, ex-MRP et fondateur du parti, UDSR, qui n'a pas participé au scénario visant à faire condamner Jacques Duclos", même s'il se dit "d'accord pour faire échec aux actions dures du PC et de la CGT contre la guerre d'Indochine".

## Conséquences

### Au sein du PCF
À la suite de la manifestation et de la sévère répression, qui « explique le recul de l'activité militante pendant les (deux) dernières années de la guerre d'Indochine », le PCF, « isolé et amputé », adopte un  « langage résolument unitaire ». Les dirigeants encore disponibles prennent un virage vers plus de modération qui va durer un an. Le comité central se réunit clandestinement le 18 juin 1953 à Gennevilliers, dans une salle sans tribune, via un système de chaînes donnant le lieu au dernier moment. Etienne Fajon a été promu à la place de Jacques Duclos, par Auguste Lecoeur, désormais numéro un de fait, et il y fait un rapport, approuvé par l'assemblée, critiquant l'orientation prise avant la manifestation, notamment le virage stratégique affirmé par l'éditorial des Cahiers du communisme de mai, rédigé par François Billoux et Roger Pannequin sur les indications de Maurice Thorez, qui avait été « interprété par tous les militants comme une invitation à multiplier et à durcir » les actions contre les guerres d'Indochine et de Corée.
François Billoux n'avait pas tenu compte de l'avis du bureau politique, affirme même Fajon, et ce dernier réagit en faisant une autocritique, reniant son éditorial et s'accusant d'avoir sous-estimé le rôle de l'impérialisme américain et les contradictions qu'il développait dans la bourgeoisie française, selon le récit de Roger Pannequin dans ses mémoires qui se souvient avoir été « atterré ». Dans le discours de clôture, Auguste Lecoeur « condamna le sectarisme comme défaut principal », appela à l'alliance avec les classes moyennes et évita toute critique de la SFIO. La nouvelle direction sans Duclos et Thorez modifie aussi le jugement du PCF sur sa manifestation du 12 février 1952, considérée désormais comme un demi-échec.
Dans l'éditorial des Cahiers du communisme d'août, François Billoux développe encore son autocritique. L'épouse de Thorez exprime aussi des regrets d'avoir elle aussi un article virulent. Au comité central de début septembre, Jacques Duclos, libéré en juillet, confirme le virage de juin opéré par Auguste Lecoeur et valide le nouveau mot d'ordre de « front national uni ».
Selon Auguste Lecoeur, deux responsables des RG l'avaient prévenu avant la manifestation que des provocations étaient possibles au siège du PCF, par la police et il avait immédiatement demandé aux autres dirigeants de s'adapter, et ne plus dormir chez eux. Le fait d'avoir sous-estimé cette alerte vaut selon lui un blâme unanime à Jacques Duclos par le bureau politique du PCF, après la manifestation. Mais Jacques Duclos "ne pouvant être critiqué" publiquement car en prison, il fallait un responsable et c'est Alfred Malleret-Joinville, chargé des services de sécurité du PCF qui est officiellement blâmé ,.
L'année suivante, cependant, Maurice Thorez est revenu en France et c'est un nouveau virage dans le sens de celui de mai 1952. Jacques Duclos prononce  un discours contre l'investiture de Pierre Mendès-France, pourtant opposé à la Guerre d'Indochine, en le présentant comme l'un des politiciens « qui ne diffèrent que sur les moyens de poursuivre une politique antiouvrière et antidémocratique fondée sur l'aliénation de notre indépendance nationale »,,. Pour « marquer son retour », Maurice Thorez développe alors une « analyse étroite et sectaire, qui ne tenait aucun compte des élément survenus pendant son absence » de trois ans, ce qui fait qu'« aucune majorité nouvelle ne se dégagerait dans le Parlement », même si la donne change au printemps 1954 sous la poussée des nouveaux dirigeants à Moscou, en particulier Nikita Khrouchtchev.

### A l'extérieur du PCF
Face à la sévère répression, Edgar Morin, pourtant exclu du PCF, demande à Gilles Martinet de réunir des intellectuels, dont Jean-Paul Sartre dans une pétition. Ce dernier a lui aussi surpris par sa prise de position au lendemain des grèves de mai 1952, selon Le Monde. En voyage à Venise en juin 1952, il apprend les arrestations d'André Stil et Jacques Duclos, ce qui le met en colère : « quand je revins à Paris, précipitamment, il fallait que j'écrive ou que j'étouffe. J'écrivis, le jour et la nuit, la première partie des Communistes et la Paix ». Le premier des deux articles fleuves est à la hâte publié dans Les Temps modernes en juillet 1952. Il dénonce la couverture des événements par Le Figaro et France-Tireur, suivi d'un second, à l'automne, sur la grève de protestation ratée du 4 juin.
Le PCF poursuit sa campagne sur l'Affaire Henri Martin, nom d'un jeune marin de Toulon et ancien résistant, arrêté en mars 1950, en pleines grèves contre la guerre d'Indochine, qui selon l'historien Philippe Robrieux, a pris au sein du PCF des proportions proches de l'affaire Dreyfus. Mais désormais cette campagne s'élargit : en décembre 1952, c'est un texte du catholique Louis de Villefosse, ex-chef d'Etat-major des Forces navales françaises libres à Londres, dans la revue Esprit. Un autre texte marquant, de Jean-Marie Domenach, figure du catholicisme et rédacteur en chef d'Esprit, « regorge de références implicites au personnalisme » de son ami Emmanuel Mounier. Il est inséré dans L’Affaire Henri Martin un ouvrage collectif dirigé par Jean-Paul Sartre, rassemblant lettres et documents, avec Hervé Bazin, Marc Beigbeder, Francis Jeanson, Michel Leiris, Jacques Prévert, Vercors, publié par Gallimard, le 2 août 1953, moment précis où Henri Martin vient d’être gracié par le président Vincent Auriol et libéré pour bonne conduite.

### Dans les syndicats
Les dirigeants de la CGT ont payé très cher la séquence et perdu le contrôle des instances sociales à Renault Billancourt, les autres syndicats faisant liste commune aux élections, dans une usine où les opposants à la grève politique du 2 juin se sont organisés.
Lucien Molino, l'un des dirigeants arrêtés, André Lumet, et Roger Linet, responsable de la CGT Renault Billancourt, ne retrouvent pas leur place au bureau confédéral de la CGT ou à la direction du PCF. Face à la sévère répression qui sévit pendant un an et absorbe toutes les énergies syndicales, les dirigeants CGT se montrent plus ouvert à l'union. À Paris ils écrivent une lettre aux autres syndicats (F.O., C.F.T.C. et Syndicat autonome de l'enseignement) leur offrant de créer un comité d'organisation commun pour la manifestation traditionnelle du 1er mai, pour qu'ils puissent avoir leurs propres slogans, la CGT optant elle pour « Libérez Alain Le Léap, Lucien Molino et les militants emprisonnés », Libérez « Henri Martin », « Paix au Vietnam », « Arrestation des assassins de Ferhat Hached », qui verra les policiers chargés de disperser les cortèges « s'en prendre plus particulièrement aux Algériens » causant chez eux « de nombreux blessés ».
Les grèves d'août 1953 verront un réveil de la combativité des autres syndicats et la CGT sauter dans le train en marche : « on poussa les métallos, les syndicats du textile et du bâtiment à se joindre au mouvement ».

## Dans la culture populaire
« Nous étions déjà les gens d'un autre temps, il faut le croire », écrit Louis Aragon au sujet des événements de mai 1952, par la voix du narrateur de Blanche ou l'Oubli, texte publié en 1967 . Le narrateur, évoquant la journée du 28 mai de 1952, rencontre des ouvriers en cortège « sur le quai, près de chez Renault ».  Plus généralement, l'événement "se dissout sous l’effet corrosif" du "doute principiel": le personnage Gaiffier, dans les pages 419-420, se moque de sa crédulité de manifestant et de celle du “peuple” abusé, lorsqu'il y repense : “Où commence, où finit la première personne du plu¬ riel ? Eux, ils s’étaient mis à l’abri. Des communistes. Cela me faisait mal, et pourtant moi, de quel nous étais-je bien ? [...] J’avais mal, Blanche, j’avais mal, de sentir en moi, comme un froid, une sorte de doute en moi, j’avais mal à notre âme, tu comprends ?". Résultat, ces événements blasons de la foi et de la vie communistes voient leur sens se déliter", selon  Julia Kristeva. Être « devenus des étrangers, pour les gens », en si peu de temps, « sept ans après la Libération, si complètement séparés d’eux, des autres », rend patente la dissolution du nous et pourrait ébranler au plus profond les convictions, la certitude d’avoir raison envers et contre tout, a estimé en 2014 Réginald Lahanque. Au début de 1952, Louis Aragon avait au contraire exprimé une foi inébranlable de retour d'URSS, dans celui qu'il présentait comme «  un professeur d’énergie nationale », via  l’article intitulé « Une visite à M. Thorez », publiée d’abord dans L'Humanité en février 1952.
Fin mai 1952 il avait écrit la première étape, par un simple article, de la brochure "Le Neveu de M. Duval", publiée ensuite en 1953 comportant aussi un écho du Congrès des Peuples, organisé à Vienne, en décembre 1952, où il décrit l'accueil chaleureux reçu par un Français qui venait de s'exprimer à la tribune, point qui alimentera "une autre séquence d’autocritique" d'Aragon, dès 1965, dans La Mise à mort, au chapitre « Murmure », sous la forme d’un aveu indirect sur le monstre stalinien et l’aveuglement de l’auteur face à lui.

### Filmographie
- Le film Rouge Baiser de Vera Belmont contient quelques scènes ramenant à cette partie de l'histoire.